# Her Grave Mistake
Her Grave Mistake è un cortometraggio muto del 1914. Il nome del regista non viene riportato nei credit del film.

## Produzione
Il film fu prodotto dalla Nestor Film Company.

## Distribuzione
Distribuito dall'Universal Film Manufacturing Company, il film - un cortometraggio in due bobine - uscì nelle sale cinematografiche USA il 15 luglio 1914.